# NGC 7687
NGC 7687 је лентикуларна галаксија у сазвежђу Рибе која се налази на NGC листи објеката дубоког неба.
Деклинација објекта је + 3° 32' 50" а ректасцензија 23h 30m 54,4s. Привидна величина (магнитуда) објекта NGC 7687 износи 13,6 а фотографска магнитуда 14,6. NGC 7687 је још познат и под ознакама MCG 0-59-51, CGCG 380-66, NPM1G +03.0621, PGC 71635.